# Agrostophyllum occidentale
Agrostophyllum occidentale är en orkidéart som beskrevs av Rudolf Schlechter. Agrostophyllum occidentale ingår i släktet Agrostophyllum och familjen orkidéer. Inga underarter finns listade i Catalogue of Life.